# Odyssey (стартовая платформа)
Ста́ртовая платфо́рма Одиссе́я (англ. Launch Platform Odyssey) — стартовый комплекс плавучего космодрома «Морской старт» для запусков космических аппаратов из экваториальной части Тихого океана с помощью ракеты-носителя «Зенит-3SL». Построен на верфи Розенберг, город Ставангер (Норвегия) на базе морской самоходной платформы для добычи нефти в 1997 году. Стартовая платформа работает совместно со сборочно-командным судном Sea Launch. Порт приписки — Лонг-Бич в США. В октябре 2019 года, платформа была подготовлена к транспортировке из США в Россию.
По состоянию на 2020 г. находится в порту "Славянка", Приморский край, Россия.Национальность (страна регистрации): Либерия, порт приписки: Монровия.

## Технические данные
В 1997 году на судостроительной верфи в Выборге (Россия) на платформе Odyssey было смонтировано технологическое оборудование, которое включает в себя транспортно-установочный агрегат, системы заправки ракеты-носителя нафтилом и жидким кислородом, систему термостатирования, стартовое оборудование, в том числе массивный газоотражатель, закреплённый под пусковой палубой. Стартовая платформа Odyssey является самым большим полупогружённым самоходным судном и имеет следующие габариты: длина – 137 метров (450 футов), ширина – 67 метров (220 футов), транзитное водоизмещение – более 27 400 тонн, водоизмещение в полупогруженном состоянии – 50 600 тонн, длина и ширина поверхности пусковой палубы – 78 и 62,8 метра соответственно.
Самоходные свойства платформы обеспечиваются двумя электрическими дизельными установками. Это уникальное судно имеет конфигурацию типа «катамаран» с двумя большими понтонами, каждый из которых по длине сопоставим с атомной подводной лодкой типа «Вэнгард». На каждом понтоне установлено по три насоса для набора балласта, что позволяет платформе Odyssey частично погружаться в воду на глубину 21,5 метра (70 футов) для обеспечения её стабилизации в ходе подготовки и запуска ракеты-носителя «Зенит-3SL».
Система коррекции крена и дифферента позволяет обеспечить установку любого статического угла стартовой платформы за счёт перемещения водяного балласта. Система динамического позиционирования состоит из основной двигательной системы, азимутальных и носовых подруливающих устройств для удержания положения стартовой платформы в точке старта.

## Размещение персонала
Стартовая платформа Odyssey обеспечивает размещение до 68 членов экипажа из специалистов ракетного сегмента и представителей заказчика. Инфраструктура стартовой платформы включает в себя жилые помещения, пункт питания, зоны отдыха и медицинский пункт. На стартовой платформе заказчикам предоставляются отдельные зоны для работы с блоком полезной нагрузки, офисные и складские помещения. На стартовой платформе оборудован ангар с системами контроля параметров окружающей среды для хранения ракеты-носителя «Зенит-3SL» во время морского перехода. Ангар также оборудован подъёмным агрегатом для вывоза и установки ракеты-носителя в стартовое положение для подготовки и пуска. На борту судна, кроме того, установлены специальные резервуары для безопасного хранения ракетного топлива.

## История
Изначально буровая платформа была построена в 1982 году для компании «Сумитомо хэви Индастриз», занимающейся океаническим бурением и геологоразведочными работами. Первая разведочная скважина была пробурена с этой платформы на расстоянии в 40 миль (64 км) к югу от Якутат (Аляска) для нефтяной компании Atlantic Richfield Company Alaska, Inc. Стоимость оборудования во времена нефтяного бума в начале 80-х 20 века составляла около $110 млн.
Во время строительства платформа называлась Ocean Ranger II, однако была переименована в Ocean Odyssey после того как 15 февраля 1982 другая платформа Ocean Ranger перевернулась со всем экипажем во время шторма у острова Ньюфаундленд (Канада).
По окончании строительства судну Ocean Odyssey был присвоен класс +A1 +AMS по классификации американского Бюро судоходства, позволяющий проводить работы по всему миру. Платформа была 390 футов (120 м) длиной, 226 футов (69 м) в ширину, имела конструкцию корпуса типа катамаран с силовой установкой 12 450 л. с. (9160 кВт). Структура буровой установки была разработана так, чтобы одновременно выдерживать ветер 100 уз (185,20000 км/ч), волны 110 футов (34 м) и течение со скоростью 3 уз (5,55600 км/ч). Буровая вышка была полностью закрытого типа с подогревом буровой палубы, что позволяло проводить операции при температуре до –35 °C.
Буровая установка имеет также и другие передовые наработки для работы в экстремальных условиях. Например, колонны платформы были укреплены так, чтобы выдерживать воздействие льда, и имели похожие на метельник происпособления, отодвигающие плавающий лёд от бура, проходящего от платформы до скважины на дне океана.

### Модернизация пусковой платформы
Ocean Odyssey провел следующие несколько лет, ржавея в доках Данди, в Шотландии. Позже руководство компании Боинг посоветовало приспособить платформу для консорциума «Морской старт», для которого её и приобрела в 1993 году компания Kværner Rosenberg из Ставангере, Норвегия. При этом платформа была переименована в Odyssey (Одиссея).
С конца 1995 года по май 1997 года компания Kværner увеличила длину платформы и добавила пару колонн поддержки и дополнительные двигательные установки. На верхней палубе — на месте бывшей буровой площадки — был перестроен сервисный ангар для размещения стартовой площадки и ракеты-носителя. В мае 1997 года, Odyssey была доставлена компанией Kværner на Выборгский судостроительный завод для установки оборудования для ракеты-носителя.
К 1999 году судно было готово к эксплуатации, и 28 марта 1999 года с него успешно стартовала ракета-носитель Зенит-3SL с демонстрационным спутником, выведя его на геопереходную орбиту. Первый коммерческий запуск состоялся 9 октября 1999 года. При этом на орбиту был выведен спутник DirecTV 1-R.
К октябрю 2019 года с платформы было демонтировано информационно-связное оборудование компании Boeing (США) и пусковое оборудование для ракеты «Зенит» от «Южмаша» (Украина).

### Авария 2007 года

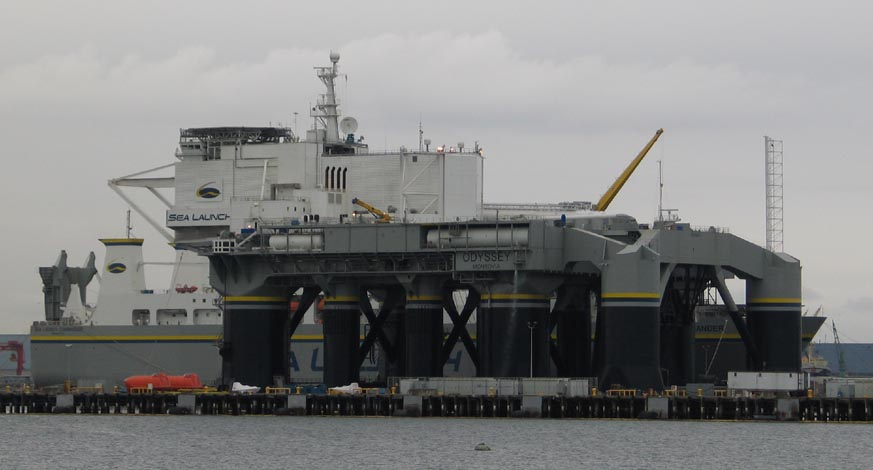
Odyssey в порту с кораблём управления Sea Launch Commander (позади платформы)

30 января 2007 года «Зенит-3SL», которая должна была выводить спутник NSS-8, взорвалась на борту Одиссея на старте из-за неисправности насоса. Пострадавших не было, так как экипаж был предварительно эвакуирован с платформы перед операцией запуска. Повреждения на стартовой платформе были в основном поверхностными, хотя отражатель пламени весом 600 000 фунтов (270 000 кг) выпал из-под платформы и был утерян. Также получили повреждения двери ангара и антенны. В дальнейшем судно было отремонтировано на верфи в Ванкувере, Британская Колумбия.
Одиссея вернулся на службу 15 января 2008 года, и с него был проведён успешный запуск спутника Thuraya 3.

### Неудачный запуск 2013
1 февраля 2013 года произошёл неудачный запуск ракеты-носителя «Зенит-3SL» при запуске космического аппарата Intelsat 27. При этом спустя 25 секунд после старта с платформы Одиссея двигатели первой ступени отключились, а ещё через 15 секунд была прекращена телеметрия, поступавшая с ракеты. Последующий разбор принятых данных показал, что чрезмерный крен был обнаружен уже через 11 секунд после запуска. Как оказалось, программа системы управления сама выключила двигатель, но только после того, как ракета оказалась на безопасном расстоянии от стартовой платформы. Считается, что причиной этому послужил сбой гидравлического насоса, который обеспечивает управление двигателем РД-171.

### Продажа пусковой платформы
В сентябре 2016 года началась 6-месячная процедура приобретения стартовой платформы российской компанией «Группа С7» в составе комплекса «Морской старт».
В апреле 2018 года S7 стала полноправным хозяином плавучего космодрома. В рамках сделки ей достался весь имущественный комплекс проекта: корабль Sea Launch Commander, платформа Odyssey с оборудованием ракетного сегмента, наземное оборудование в порту Лонг-Бич и интеллектуальные права, принадлежавшие компании Sea Launch, включая товарный знак. Общая сумма сделки, в том числе вывод из консервации, составляет около 150 млн долл.